# Ibiranu
Ibiranu (VI.) war König des Stadtstaates Ugarit im Nordwesten des heutigen Syrien. Er regierte ca. 1235/30 – ca. 1225 v. Chr.
Er war Sohn seines Vorgängers Ammistamru II. und wurde Kronprinz, nachdem sein Halbbruder Utri-Šarruma infolge des Scheidungsstreits seiner Eltern bei seinem Vater in Ungnade gefallen war. Ugarit war seit etwa Mitte des 14. Jahrhunderts v. Chr. Vasall des Hethiterreichs.
Der hethitische Prinz Piḫawalwi warf Ibiranu in einem Brief (RS 17.247) vor, er habe dem Großkönig keinen Antrittsbesuch gemacht:

„(Vs. 1-3) Folgendermaßen Piḫawalwi, der Prinz; zu Ibiranu, meinem Sohn, spricht: (4-5) Derzeit steht alles zum besten für Meine Sonne (= Titel des hethitischen Großkönig).
(6-11) Warum bist du, seit du das Königtum über das Land Ugarit ergriffen hast, nicht zu Meiner Sonne (zur Audienz) gekommen? Und warum hast du deine Botschafter nicht regelmäßig gesandt? (12–Rs. 20) Jetzt ist Meine Sonne überaus erzürnt wegen dieser Sache. Sende jetzt schleunigst deine Botschafter zu Meiner Sonne! Und schicke die  Grußgeschenke für den König zusammen mit den Grußgeschenken für mich!“

Als weiteres Indiz für das illoyale Verhalten Ibiranus gegenüber dem Hethiterreich wird in der Forschung lebhaft ein Dokument diskutiert, das offenbar von einem assyrischen Herrscher (in dem Fall „sehr wahrscheinlich“ von Tukulti-Ninurta I.) stammt (RS 34.165). Der Text ist am Anfang sehr schlecht erhalten, was die Identifikation des Absenders und des Adressaten erschwert. Es wurden auch Zweifel daran gaäußert, dass der Absender ein assyrischer Herrscher war. Das Dokument schildert einen assyrischen Sieg über die Hethiter, der üblicherweise mit der Schlacht von Niḫrija gleichgesetzt wird, die für den hethitischen König Tudḫalija IV. in einem militärischen Desaster endete und von Tukulti-Ninurta verherrlicht wurde. Der Brief wird oft als Versuch des assyrischen Herrschers gedeutet, die syrischen Vasallen des Hethiterreichs auf seine Seite zu bringen und teilweise mit der durch RS 17.247 belegten Unzuverlässigkeit bzw. Illoyalität Ibirarnus verknüpft. Allerdings wurde als (aufgrund von Beschädigungen unsicher zu lesenden) Empfänger des Briefs 2006 von d’Alfonso Ramses II. statt Ibiranu erwogen; der Brief wäre dann in der Zwischenstation Ugarit entdeckt und abgefangen oder korpiert worden. Diese Vermutung würde gut dazu passen, dass dort der Empfänger des Briefs mit „mein Bruder“ angeredet wird, was in Bezug auf den von einer Großmacht abhängigen Herrscher eines Kleinstaats ungewöhnlich wäre, da zur damaligen Zeit nur als gleichrangig erachtete Herrscher großer Reiche in dieser Form angeredet wurden.
Ansonsten gibt es bisher keine eindeutigen Belege, dass Ibiranu dem Hethiterreich untreu wurde. Auch seine Nachfolger kamen nicht immer allen Pflichten nach und strebten nach mehr Unabhängigkeit, blieben den Hethitern aber loyal.
Nach Ibiranu wurde sein Sohn Niqmaddu III. König.